# Северные пиеганы

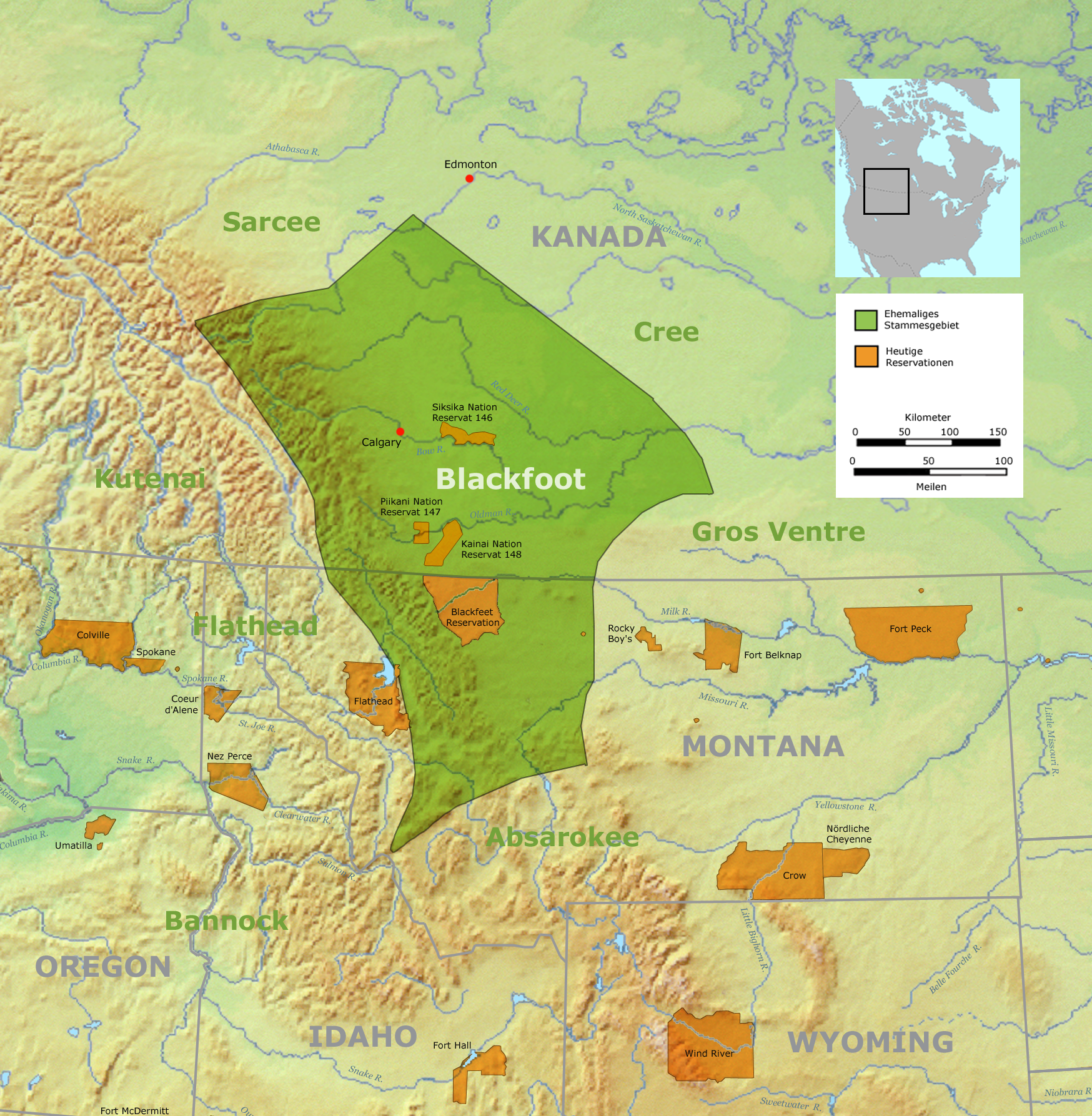
Территория резервации северных пиеганов (Piikani Nation Reservat 147).

Северные пиега́ны, северные пика́ни (англ. Northern Peigans) — алгонкиноязычное индейское племя в Канаде, провинция Альберта. Самоназвание на языке блэкфут — Aapátohsipikáni (Аапатохсипикани).
Северные пиеганы являются частью племени пикани, которая в 1850 году откочевала на север вместе с кайна и сиксиками, на территорию Канады. Остальные пикани остались на территории Соединённых Штатов. Так пикани разделились на две ветви, на северную и южную.
В конце XIX века северные пиеганы подписали договор с правительством Канады, им была выделена небольшая резервация в провинции Альберта на реке Олдмен, недалеко от города Пинчер-Крик, где большинство северных пиеганов проживают и поныне.